# Národní parky v Brazílii

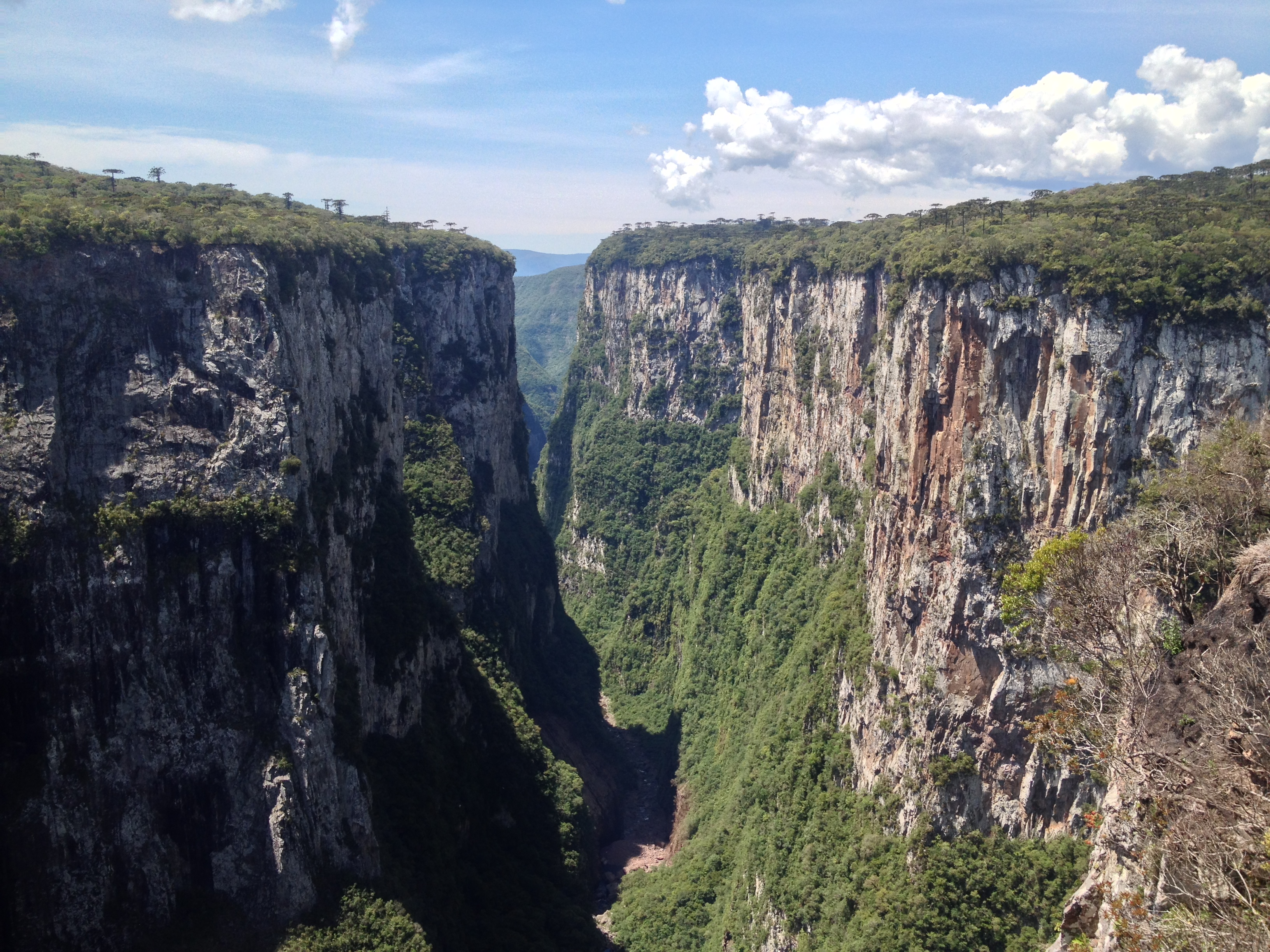
NP Aparados da Serra

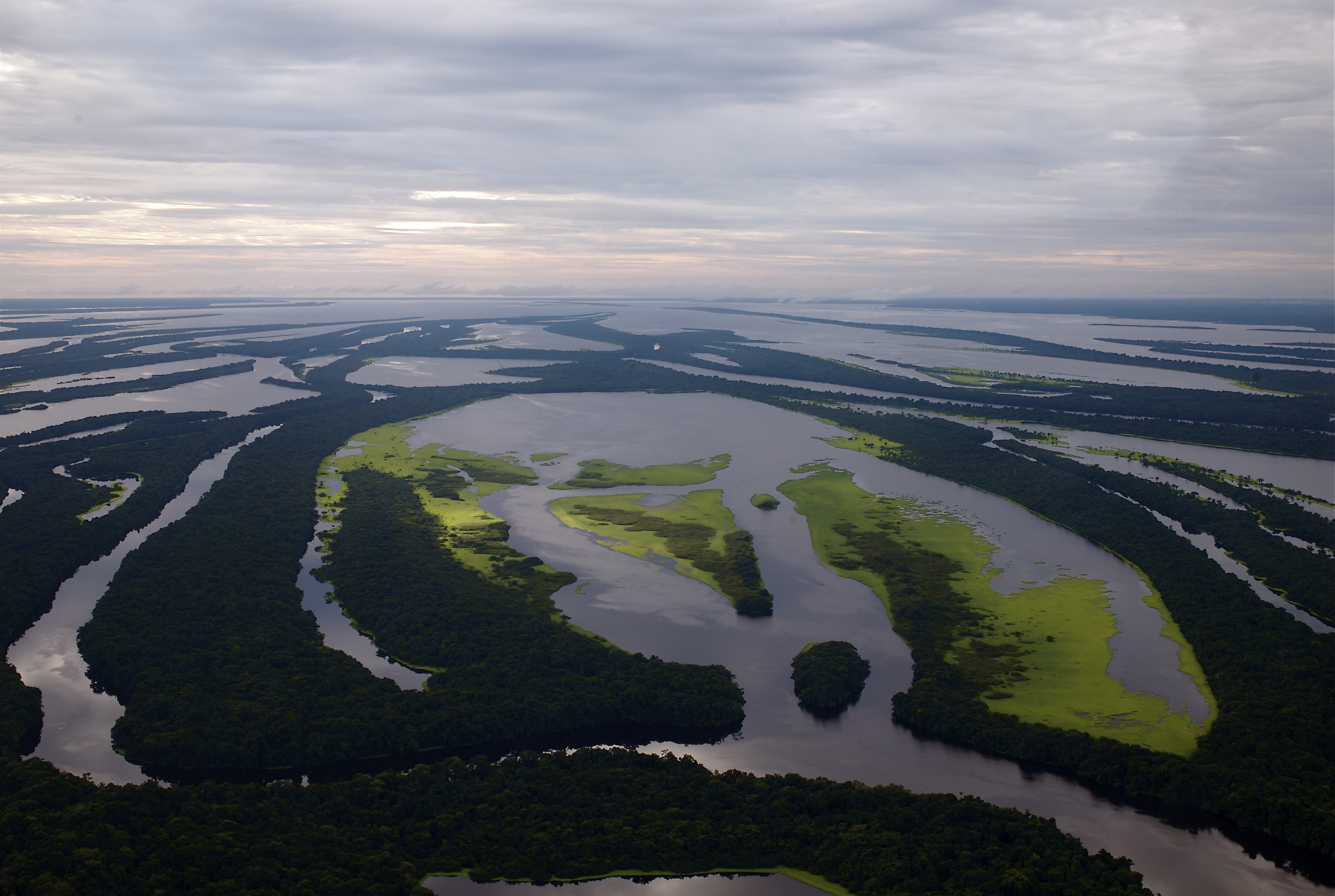
NP Anavilhanas

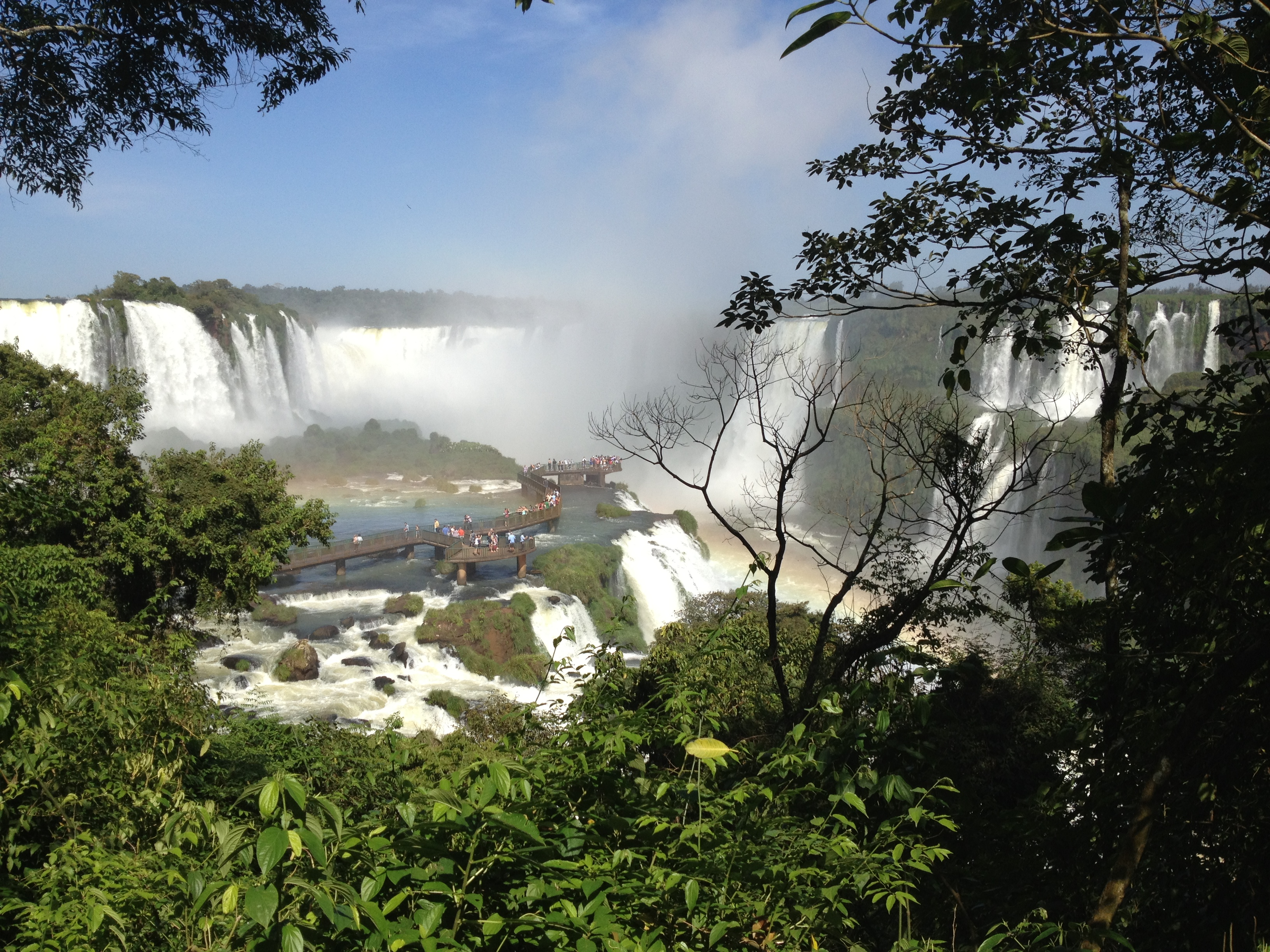
NP Iguaçu

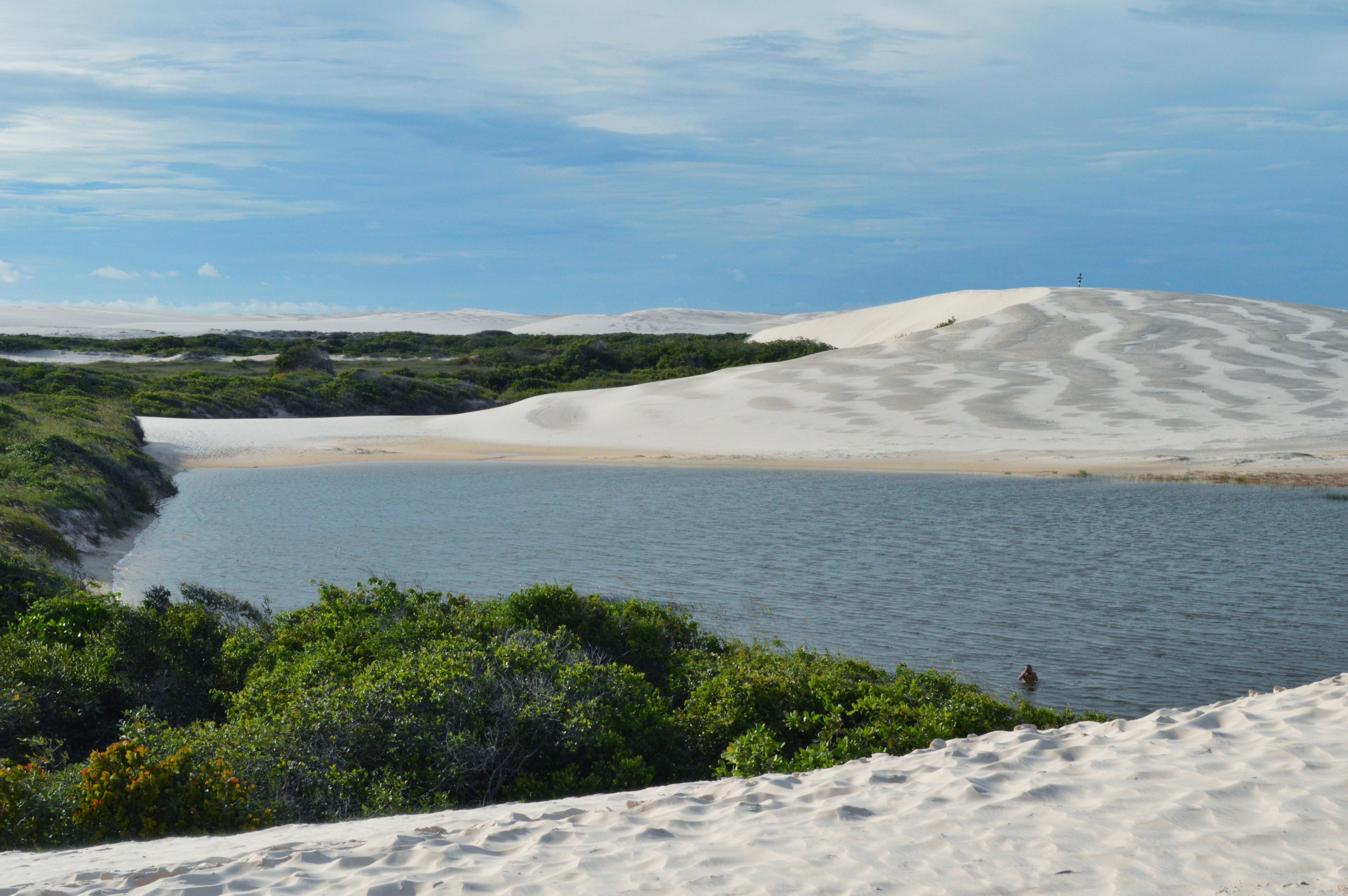
NP Lençois Maranhenses

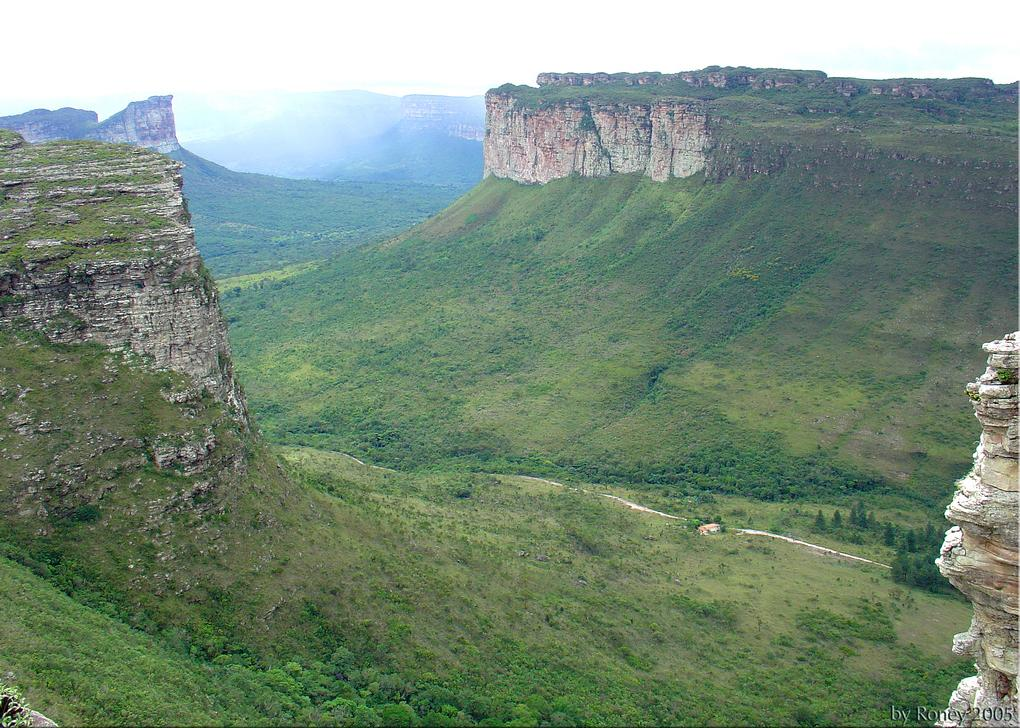
NP Chapada Diamantina

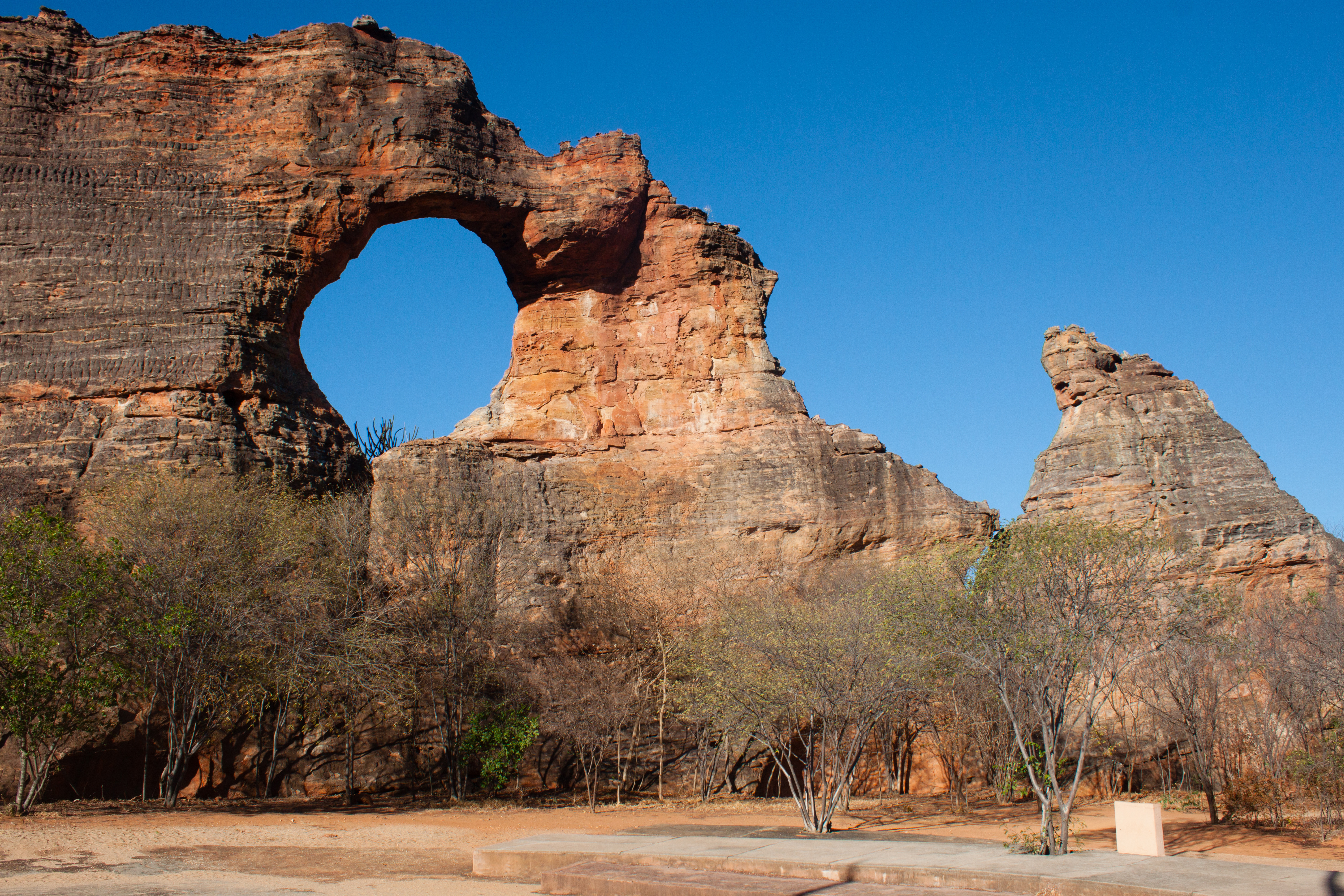
NP Serra da Capivara

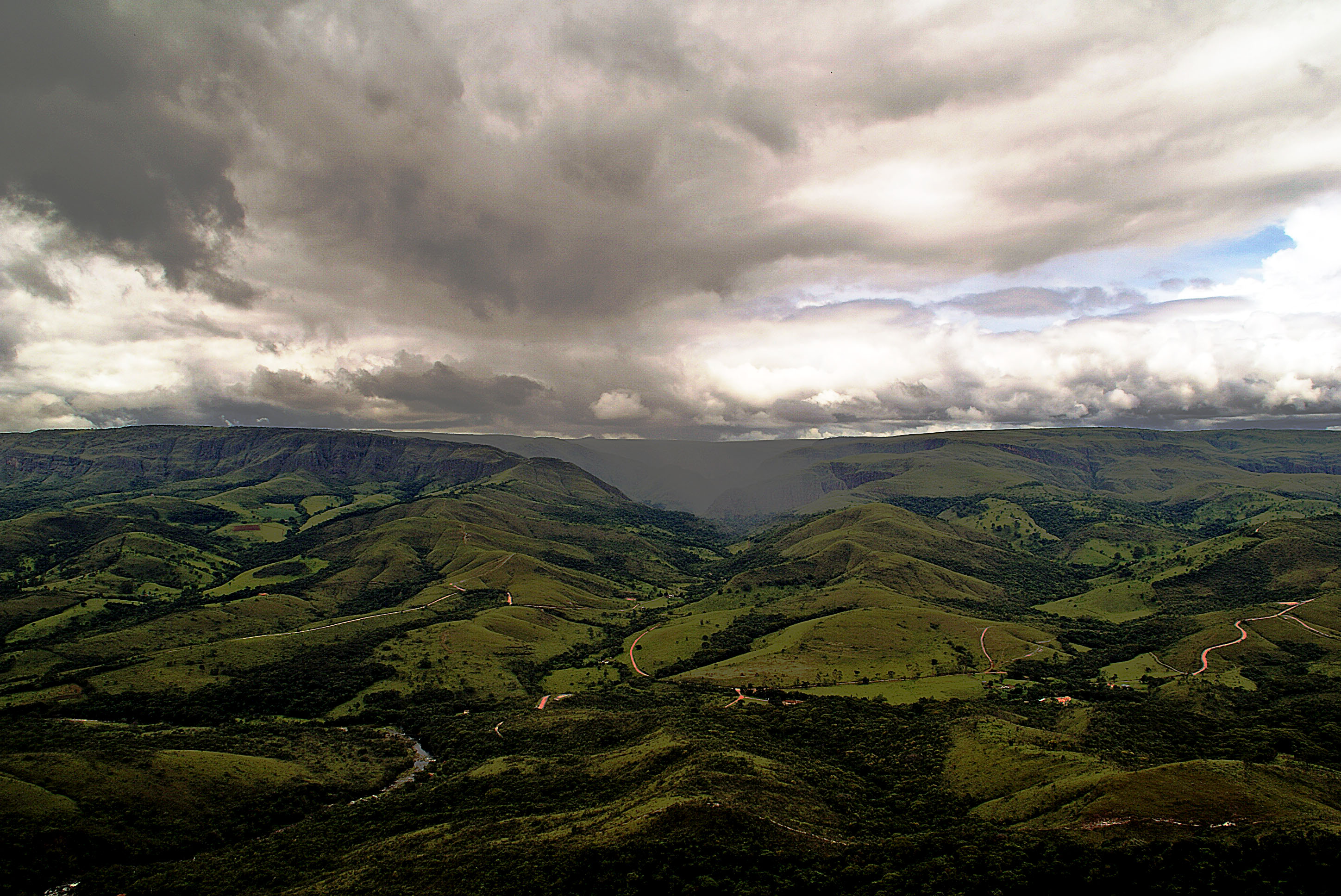
NP Serra da Canastra

Historie národních parků v Brazílii započala v roce 1937, kdy byl vyhlášen NP Itatiaia. O dva roky později vznikly dva národní parky (NP Serra dos Órgãos a NP Iguaçu). Po dvacetileté přestávce začaly další parky vznikat od roku 1959. V roce 2019 již existovalo celkem 74 národních parků. Rozloha jednotlivých parků je velmi rozdílná - nejmenší park má pouze 13,65 km² (NP Ilhas dos Currais), zatímco největší z nich (NP Montanhas do Tumucumaque) se rozkládá na ploše 38 652 km². Jejich celková plocha je 267 712 km² (stav v roce 2022, tzn. 74 parků), což představuje 2,98% rozlohy státu a je porovnatelné s rozlohou celého Spojeného království Velké Británie a Severního Irska.
Správou národních parků a dalších chráněných území je pověřena organizace Instituto Chico Mendes de Conservação da Biodiversidade (zkratka ICMBio). Tato organizace vznikla v roce 2007 a spadá pod brazilské Ministerstvo životního prostředí. Ve svém názvu nese jméno Chica Mendese, významného brazilského ekologa a politika.
Národní parky v Brazílii zasahují do všech zdejších biomů s výjimkou pampy. V Amazonii se nachází 20 parků, v regionu Cerrada 13, v regionu Caatinga 8, v regionu Atlantického lesa 23, 1 park patří do oblasti Pantanalu a 9 parků se nachází na pobřeží a okolním otevřeném moři.
Turisté mohou navštívit pouze 42 parků, ostatní nejsou veřejnosti přístupné. V roce 2019 byly nejnavštěvovanější NP Tijuca (2,95 milionu návštěvníků, vrch Corcovado se sochou Krista Spasitele nad městem Rio de Janeiro) a NP Iguaçu (2,02 milionu návštěvníků, světoznámé vodopády Iguaçu).

## Přehled území
|    | Národní park              | Rok založení | Rozloha    | Stát                              | Lokalizace | Biom           | Poznámka                         |
| -- | ------------------------- | ------------ | ---------- | --------------------------------- | ---------- | -------------- | -------------------------------- |
| 1  | Abrolhos                  | 1983         | 879 km²    | Bahia                             | OSM, WMF   | pobřeží a moře | lokalita RAMSAR                  |
| 2  | Alto Cariri               | 2010         | 192 km²    | Bahia                             | OSM, WMF   | Atlantický les |                                  |
| 3  | Amazônia                  | 1974         | 10 848 km² | Pará                              | OSM, WMF   | Amazonie       |                                  |
| 4  | Anavilhanas               | 2008         | 3 408 km²  | Amazonas                          | OSM, WMF   | Amazonie       | přírodní dědictví UNESCO, RAMSAR |
| 5  | Aparados da Serra         | 1959         | 131 km²    | Rio Grande do Sul, Santa Catarina | OSM, WMF   | Atlantický les |                                  |
| 6  | Araguaia                  | 1959         | 5 555 km²  | Tocantins                         | OSM, WMF   | Cerrado        | lokalita RASMAR                  |
| 7  | Araucárias                | 2005         | 128 km²    | Santa Catarina                    | OSM, WMF   | Atlantický les |                                  |
| 8  | Boa Nova                  | 2010         | 120 km²    | Bahia                             | OSM, WMF   | Atlantický les |                                  |
| 9  | Brasília                  | 1961         | 423 km²    | Distrito Federal, Goiás           | OSM, WMF   | Cerrado        |                                  |
| 10 | Cabo Orange               | 1980         | 6 573 km²  | Amapá                             | OSM, WMF   | pobřeží a moře | lokalita RAMSAR                  |
| 11 | Campos Amazônicos         | 2006         | 9 613 km²  | Amazonas, Mato Grosso, Rondônia   | OSM, WMF   | Amazonie       |                                  |
| 12 | Campos Gerais             | 2006         | 213 km²    | Paraná                            | OSM, WMF   | Atlantický les |                                  |
| 13 | Caparaó                   | 1961         | 317 km²    | Espírito Santo, Minas Gerais      | OSM, WMF   | Atlantický les |                                  |
| 14 | Catimbau                  | 2002         | 623 km²    | Pernambuco                        | OSM, WMF   | Caatinga       |                                  |
| 15 | Cavernas do Peruaçu       | 1999         | 564 km²    | Minas Gerais                      | OSM, WMF   | Cerrado        | přírodní dědictví UNESCO         |
| 16 | Chapada das Mesas         | 2005         | 1 599 km²  | Maranhão                          | OSM, WMF   | Cerrado        |                                  |
| 17 | Chapada Diamantina        | 1985         | 1 521 km²  | Bahia                             | OSM, WMF   | Caatinga       |                                  |
| 18 | Chapada dos Guimarães     | 1989         | 327 km²    | Mato Grosso                       | OSM, WMF   | Cerrado        |                                  |
| 19 | Chapada dos Veadeiros     | 1961         | 648 km²    | Goiás                             | OSM, WMF   | Cerrado        | přírodní dědictví UNESCO         |
| 20 | Descobrimento             | 1999         | 227 km²    | Bahia                             | OSM, WMF   | Atlantický les | přírodní dědictví UNESCO         |
| 21 | Emas                      | 1961         | 1 326 km²  | Goiás, Mato Grosso do Sul         | OSM, WMF   | Cerrado        | přírodní dědictví UNESCO         |
| 22 | Fernando de Noronha       | 1988         | 109 km²    | Pernambuco                        | OSM, WMF   | pobřeží a moře | přírodní dědictví UNESCO, RAMSAR |
| 23 | Furna Feia                | 2012         | 85 km²     | Rio Grande do Norte               | OSM, WMF   | Caatinga       |                                  |
| 24 | Grande Sertão Veredas     | 1989         | 2 308 km²  | Bahia, Minas Gerais               | OSM, WMF   | Cerrado        |                                  |
| 25 | Guaricana                 | 2014         | 492 km²    | Paraná                            | OSM, WMF   | Atlantický les |                                  |
| 26 | Iguaçu                    | 1939         | 1 697 km²  | Paraná                            | OSM, WMF   | Atlantický les | přírodní dědictví UNESCO         |
| 27 | Ilha Grande               | 1997         | 760 km²    | Mato Grosso do Sul, Paraná        | OSM, WMF   | Atlantický les | RAMSAR                           |
| 28 | Ilhas dos Currais         | 2013         | 13,65 km²  | Paraná                            | OSM, WMF   | pobřeží a moře |                                  |
| 29 | Itatiaia                  | 1937         | 280 km²    | Rio de Janeiro, Minas Gerais      | OSM, WMF   | Atlantický les |                                  |
| 30 | Jamanxim                  | 2006         | 8 597 km²  | Pará                              | OSM, WMF   | Amazonie       |                                  |
| 31 | Jaú                       | 1980         | 23 673 km² | Amazonas                          | OSM, WMF   | Amazonie       | přírodní dědictví UNESCO         |
| 32 | Jericoacoara              | 2002         | 88 km²     | Ceará                             | OSM, WMF   | pobřeží a moře |                                  |
| 33 | Juruena                   | 2006         | 19 582 km² | Amazonas, Mato Grosso             | OSM, WMF   | Amazonie       |                                  |
| 34 | Lagoa do Peixe            | 1986         | 367 km²    | Rio Grande do Sul                 | OSM, WMF   | pobřeží a moře | lokalita RAMSAR                  |
| 35 | Lençóis Maranhenses       | 1981         | 1 566 km²  | Maranhão                          | OSM, WMF   | pobřeží a moře | přírodní dědictví UNESCO         |
| 36 | Mapinguari                | 2008         | 17 769 km² | Amazonas, Rondônia                | OSM, WMF   | Amazonie       |                                  |
| 37 | Montanhas do Tumucumaque  | 2002         | 38 652 km² | Amapá                             | OSM, WMF   | Amazonie       |                                  |
| 38 | Monte Pascoal             | 2000         | 223 km²    | Bahia                             | OSM, WMF   | Atlantický les | přírodní dědictví UNESCO         |
| 39 | Monte Roraima             | 1989         | 1 167 km²  | Roraima                           | OSM, WMF   | Amazonie       |                                  |
| 40 | Nascentes do Lago Jari    | 2008         | 8 127 km²  | Amazonas                          | OSM, WMF   | Amazonie       |                                  |
| 41 | Pacaás Novos              | 1979         | 7 086 km²  | Rondônia                          | OSM, WMF   | Amazonie       |                                  |
| 42 | Pantanal Matogrossense    | 1981         | 1 356 km²  | Mato Grosso                       | OSM, WMF   | Pantanal       | přírodní dědictví UNESCO, RAMSAR |
| 43 | Pau Brasil                | 1999         | 190 km²    | Bahia                             | OSM, WMF   | Atlantický les | přírodní dědictví UNESCO         |
| 44 | Pico da Neblina           | 1999         | 22 526 km² | Amazonas                          | OSM, WMF   | Amazonie       |                                  |
| 45 | Restinga de Jurubatiba    | 1998         | 148 km²    | Rio de Janeiro                    | OSM, WMF   | pobřeží a moře |                                  |
| 46 | Rio Novo                  | 2006         | 5 381 km²  | Pará                              | OSM, WMF   | Amazonie       |                                  |
| 47 | Nascentes do Rio Parnaíba | 2002         | 7 243 km²  | Tocantins, Maranhão, Piauí        | OSM, WMF   | Cerrado        |                                  |
| 48 | Saint-Hilaire/Lange       | 2001         | 251 km²    | Paraná                            | OSM, WMF   | Atlantický les |                                  |
| 49 | Sempre-Vivas              | 2002         | 1 241 km²  | Minas Gerais                      | OSM, WMF   | Cerrado        |                                  |
| 50 | Serra da Bocaina          | 1971         | 1 040 km²  | Rio de Janeiro, São Paulo         | OSM, WMF   | Atlantický les | smíšené dědictví UNESCO          |
| 51 | Serra da Bodoquena        | 2000         | 770 km²    | Mato Grosso do Sul                | OSM, WMF   | Cerrado        |                                  |
| 52 | Serra da Canastra         | 1972         | 1 978 km²  | Minas Gerais                      | OSM, WMF   | Cerrado        |                                  |
| 53 | Serra da Capivara         | 1979         | 918 km²    | Piauí                             | OSM, WMF   | Caatinga       | kulturní dědictví UNESCO         |
| 54 | Serra da Cutia            | 2001         | 2 835 km²  | Rondônia                          | OSM, WMF   | Amazonie       |                                  |
| 55 | Serra da Mocidade         | 1998         | 3 768 km²  | Roraima                           | OSM, WMF   | Amazonie       |                                  |
| 56 | Serra das Confusões       | 1998         | 8 238 km²  | Piauí                             | OSM, WMF   | Caatinga       |                                  |
| 57 | Serra das Lontras         | 2010         | 113 km²    | Bahia                             | OSM, WMF   | Atlantický les |                                  |
| 58 | Serra de Itabaiana        | 2005         | 799 km²    | Sergipe                           | OSM, WMF   | Atlantický les |                                  |
| 59 | Serra do Cipó             | 1987         | 316 km²    | Minas Gerais                      | OSM, WMF   | Cerrado        |                                  |
| 60 | Serra do Divisor          | 1989         | 8 375 km²  | Acre                              | OSM, WMF   | Amazonie       |                                  |
| 61 | Serra do Gandarela        | 2014         | 312 km²    | Minas Gerais                      | OSM, WMF   | Atlantický les |                                  |
| 62 | Serra do Itajaí           | 2004         | 573 km²    | Santa Catarina                    | OSM, WMF   | Atlantický les |                                  |
| 63 | Serra do Pardo            | 2005         | 4 454 km²  | Pará                              | OSM, WMF   | Amazonie       |                                  |
| 64 | Serra dos Órgãos          | 1939         | 200 km²    | Rio de Janeiro                    | OSM, WMF   | Atlantický les |                                  |
| 65 | Serra Geral               | 1992         | 173 km²    | Rio Grande do Sul, Santa Catarina | OSM, WMF   | Atlantický les |                                  |
| 66 | Sete Cidades              | 1961         | 63 km²     | Piauí                             | OSM, WMF   | Caatinga       |                                  |
| 67 | Superagui                 | 1989         | 338 km²    | Paraná                            | OSM, WMF   | pobřeží a moře | přírodní dědictví UNESCO         |
| 68 | São Joaquim               | 1961         | 493 km²    | Santa Catarina                    | OSM, WMF   | Atlantický les |                                  |
| 69 | Tijuca                    | 1961         | 39,5 km²   | Rio de Janeiro                    | OSM, WMF   | Atlantický les | kulturní dědictví UNESCO         |
| 70 | Ubajara                   | 1959         | 62 km²     | Ceará                             | OSM, WMF   | Caatinga       |                                  |
| 71 | Viruá                     | 1998         | 2 419 km²  | Roraima                           | OSM, WMF   | Amazonie       | lokalita RAMSAR                  |
| 72 | Acari                     | 2016         | 8 964 km²  | Amazonas                          | OSM, WMF   | Amazonie       |                                  |
| 73 | Boqueirão da Onça         | 2018         | 3 469 km²  | Bahia                             | OSM, WMF   | Caatinga       |                                  |
| 74 | Campos Ferruginosos       | 2017         | 790 km²    | Pará                              | OSM, WMF   | Amazonie       |                                  |